# Spitzkopf-Fledermausfisch
Der Spitzkopf-Fledermausfisch (Platax pinnatus) lebt im westlichen Pazifik von den Ryūkyū-Inseln bis Australien und Neukaledonien.
Weil die Jungfische schwarz bis dunkelbraun sind und von einem orangen Saum umgeben sind, wird er auch Rotsaum-Fledermausfisch genannt. 
Jungfische haben neben ihrer auffallenden Farbe sehr lang ausgezogene und am Ende verbreiterte Rücken- und Afterflossen. Man nimmt an, dass sie mit dieser Färbung und Form eine giftige Nacktschnecke oder einen Plattwurm nachahmen (Mimikry). Sie leben in Mangrovengebieten und seichten Korallenriffen.
Adulte Fische bekommen eine mehr diskusförmige Gestalt, die Flossen sind im Verhältnis zum Körper nicht mehr so hoch, der Körper wird silbergrau. Wie bei den anderen Fledermausfischen bekommen sie drei leicht dunkelgraue senkrechte Bänder. An der spitzere Schnauze kann man sie von ihren Verwandten unterscheiden. Sie leben meist paarweise weiter seewärts, in tieferen Lagunen, Riffkanälen und Außenriffen.
Spitzkopf-Fledermausfische werden 45 Zentimeter lang und ernähren sich von Algen und weichen planktonischen Tieren, wie Quallen und Salpen.
Die attraktiv aussehenden Jungfische werden manchmal von verantwortungslosen Händlern als Meerwasserzierfische angeboten. Sie sind allerdings wegen der zu erwartenden Endgröße als Besatz für das private Riffaquarium völlig ungeeignet und gehen auch schwer ans Futter.